# LG集团
LG集团（韓語：LG그룹），旧名樂喜金星（韓語：럭키금성），简称LG，是总部位于韩国首尔的大型跨国企业集团，主要经营范围包括电子与通信技术、家电和化学三大领域，旗下拥有81家集团企业，130家海外当地法人，员工213000人:96-97。
LG集团成立于1947年1月5日，最初的名称是“乐喜化学工业社”（现LG化学）。1958年10月1日，LG成立“金星社”（现LG电子），之后被称为“乐喜集团”。1982年1月1日，“乐喜集团”改名为“乐喜金星集团”，以涵括其不断成长扩大的电子电器部门:108-109。1995年1月，LG集团正式采用目前“LG”这个名称。LG这两个字母是“乐喜金星集团”英文名称“Lucky Goldstar Group”中“Lucky”和“Goldstar”的首字母。:113:97
LG集团是韩国企业发展史中诸多“第一”的创作者，包括：创立韩国首家化学工业社“乐喜化学工业社”，并推出首个化妆品品牌“乐喜雪花膏”；最早进入塑料产业领域；创立韩国首家电子工业社“金星社”；生产出韩国的首部收音机、电冰箱、电视机、洗衣机等家电产品；最早面向社会招聘优秀大学毕业生；在韩国财阀中最早实行企业公开；在韩国财阀中最早使用英文名字；最早采用控股公司体制等。:138-139

## 历史

### 初创期
1947年1月5日，LG集团创始人具仁会和他的弟弟具哲会以及他的內堂弟许凖九成立“乐喜化学工业社”（现LG化学）。战后的韩国，生活日用品奇缺，进口化妆品充斥着市场。乐喜化学推出的韩国首款国产化妆品“乐喜雪花膏”，得到消费者的青睐。仅三、四年的时间，乐喜雪花膏就使乐喜化学获利3亿韩圆。通过垄断香脂原料，乐喜在化妆品生产和销售领域站稳了脚跟。乐喜把“制造国民生活必需品”定为企业的宗旨。为研制不宜破碎的化妆品容器，乐喜化学在韩国率先进入塑料生产领域，并先后生产出梳子、香皂盒、牙刷、餐具等大量与国民生活息息相关的塑料产品。1954年，乐喜凭借自主技术成功开发出韩国最早的牙膏，并迅速战胜美国的高露洁占领韩国国内市场。1959年，乐喜成立了“乐喜油脂”，开始生产香皂和甘油。:107-109:42
1958年10月1日，乐喜成立韩国最早的电子工业会社“金星社”（现LG电子），开启韩国电子工业的新纪元。通过从联邦德国收集收音机元件，聘请德国技术人员来韩现场指导，金星社仅用10个月的时间生产出韩国首台收音机。续收音机后，金星社又于1960年、1964年、1966年、1968年、1969年在韩国率先生产出电风扇、冰箱、黑白电视机、空调、洗衣机等产品。在当时提倡使用国货的浪潮下，金星社的产品销售旺盛，独占韩国家电产业的利润，被誉为“家用电子之王”，直至1960年代末，三星进入家电部门与其展开激烈的竞争。:42:110
1962年5月，乐喜引进日立技术成立韩国电缆工业（现LS电缆），扩大了其电气电子产业领域。1967年，乐喜与德士古合资成立湖南精油（现GS Caltex），是韩国首家民营炼油厂。湖南精油在第一次石油危机后获得了巨大的收益，也为乐喜集团进入重化工业奠定了基础。:43:110

### 成长期

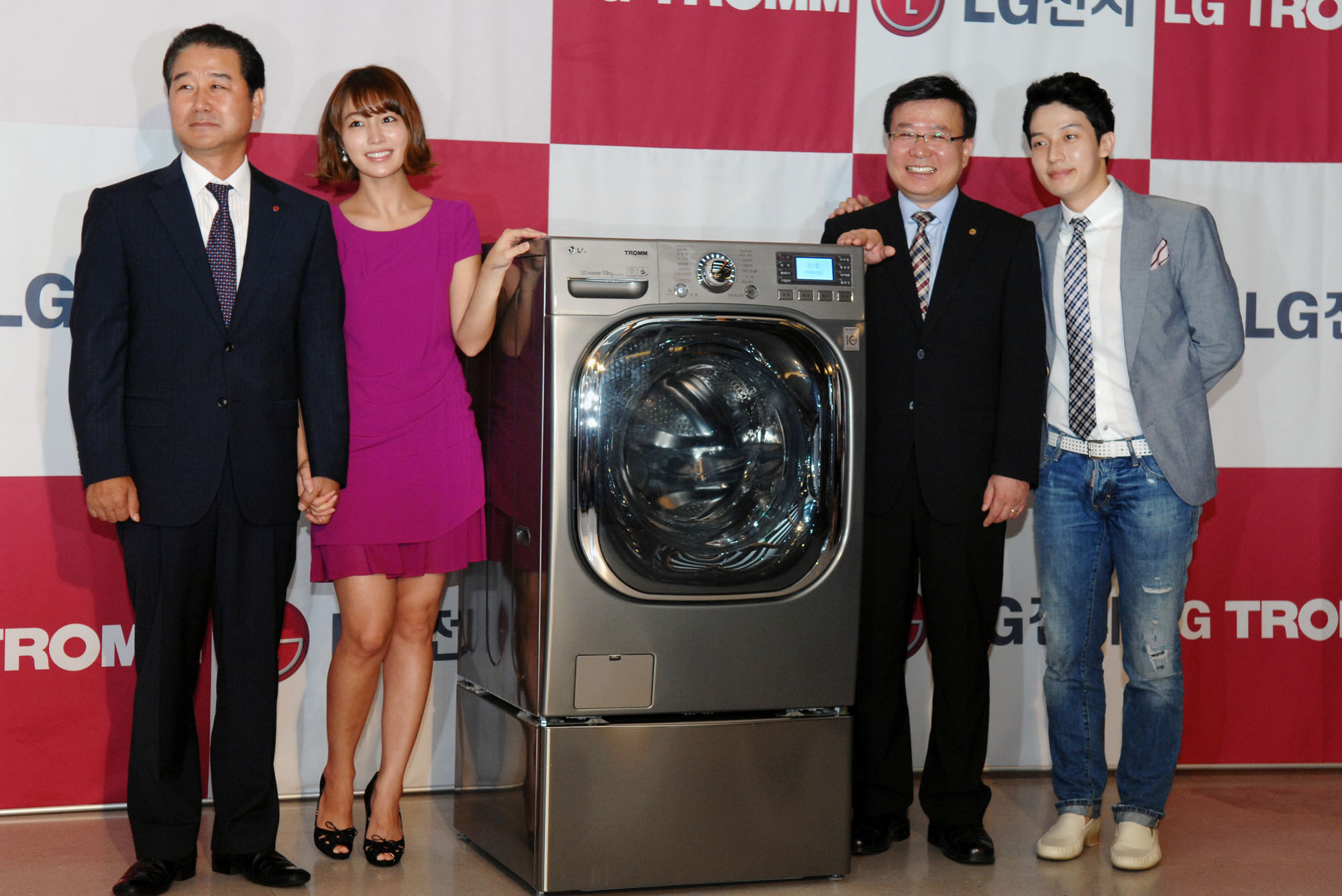
LG洗衣机

1969年12月31日，具仁会去世，包括具哲会在内的他的5个弟弟和6个儿子参与乐喜集团的经营管理。经过共同的协商，具仁会的长子具滋暻被推举为集团第二任会长。具滋暻表示“70年代是乐喜集团走向国际化的转折时期”，并将1970和1971年定为“经营稳定年”。1972年，乐喜化学销售额突破11亿韩圆，出口530万美元；金星社出口比前年增长170%；湖南精油完成了第一、二期扩建工程，生产能力在工厂启动仅3年就提高了两倍。:110-111
1970年，乐喜集团通过接收“凡韩火灾海上保险”（现LIG）进入保险业；1973年成立国际证券公司，开始涉足证券业:111。1974年，金星社与日本富士电机合资成立金星机电公司。1976年，金星精密公司成立；该公司在1978年收购了日本三菱集团的合作企业新荣电气公司。1979年，金星半导体公司成立，抢先涉足高科技领域。同年，金星社与德国西门子合资成立金星通讯公司，开始生产电话，并与日本电气（NEC）合作成立金星电器公司（1991年被金星通讯收购）。1978年，乐喜集团成立了原油分解中心的乐喜石油化学公司；1979年又成立乐喜聚酯化学公司:43。
1970年代，随着乐喜集团的发展，继乐喜化学之后，乐喜旗下的各个子公司包括金星社（1970年）、金星通信（1974年）、凡韩火灾（1975年）、韩国矿业提炼（现LS MnM）（1975年）、半岛商事（现LX國際）（1976年）、金星电气（1976年）、金星电缆（现LS电缆）（1977年）、金星机电（1978年）、韩国Continental Carbon（1979年）等相继在证券市场上成功上市。:111

### 成熟期

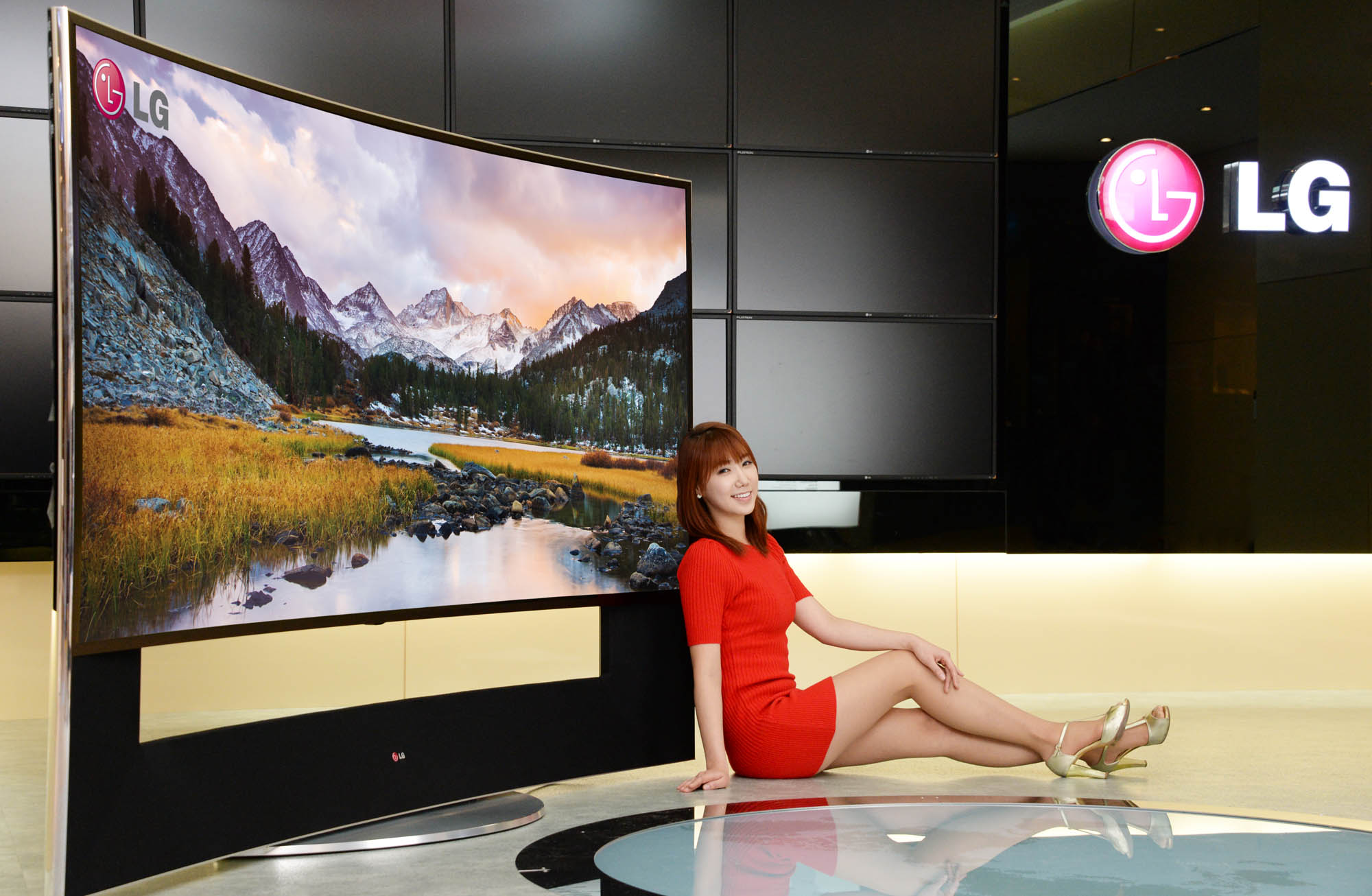
LG曲面电视

1983年开始，乐喜金星集团开始以石油化学为中心，在不断深化和发展已有的塑料、生活用品、精密化学等领域同时，重新进入化妆品行业以及医药品事业领域，以求实现多元化，并通过积极的海外投资，成为大型跨国企业。1988年，湖南精油年产12万吨聚丙烯和年产45万吨芳香族的工厂建成完工，并开始动工年产20万吨TPA的工厂，使石油化学领域实现产品的多元化:111。1990年代初，由于三星和现代不顾政府的反对加入石油化学行列，乐喜金星集团的运作率开始降低，收支状况恶化。不过与其它财阀相比，乐喜金星集团在1992和1993年赤字要小的多:44-45。
在电气和电子领域，金星社在1980年代主导了彩色电视机、VCR、电脑等高端产品的开发。此外，金星半导体还开发出韩国型标准交换机，开辟了韩国通信事业的新天地。金星电缆也迅速实现了铜通信向光通信、普通电线向超高压特殊电线的转换，引领韩国电缆事业:111。1990年，金星电子通过技术引入，生产出1M DRAM，次年生产出4M DRAM，最终生产出16M DRAM，赶上了三星:44。
1983年起，金星商事（现LG商事）出口增长率连续两年位居韩国榜首，1988年实现销售额2万亿韩圆出口额30亿美元。1984年，乐喜金星集团成立广告公司，开始涉足广告业。之后，金星社又在1986-1988年成立了金星软件公司，STM公司、LG信用卡公司、喜星观光开发等子公司:45:112。1987年，在乐喜金星集团成立40周年之际，集团在汝矣岛的LG双子座大厦竣工。随后，乐喜金星集团实施了“F-88计划”和“V计划”的长期发展蓝图:112。

### 革新期

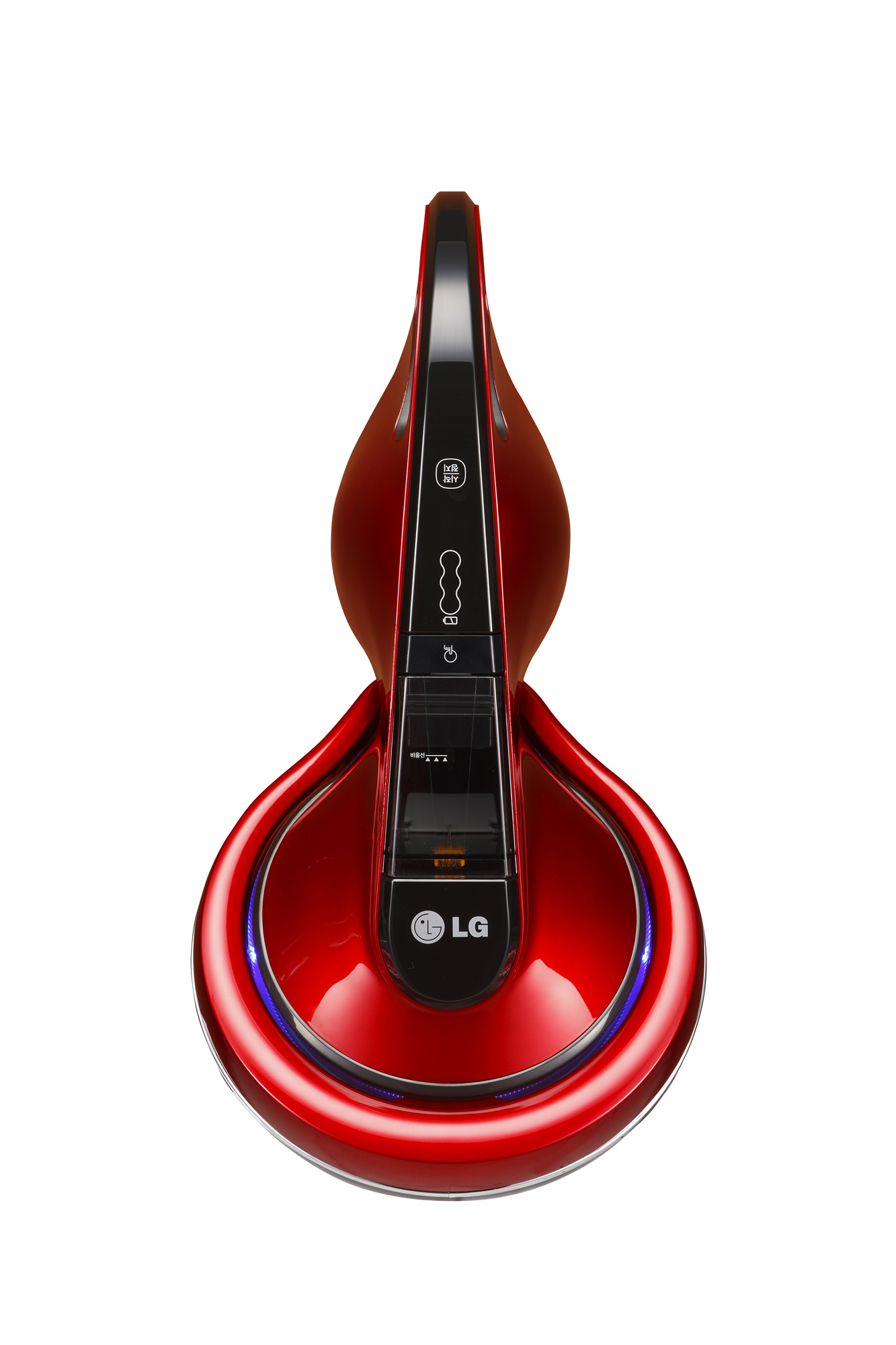
高階吸塵器

1990年，乐喜金星集团提出“21世纪经营构想”、“为顾客创造价值，以人为本的经营”的新经营理念。1995年1月，乐喜金星集团更名为LG集团。新的企业名称由原集团的两个品牌乐喜（Lucky）和金星（Gold Star）的英文字母的头一个字母组成。集团标志在世界范围内统一改为“LG”微笑脸谱型标识:112-113。同年2月25日，具滋暻把会长的职务让给长子具本茂:120。
具本茂上任LG集团会长后，提出“正道经营”和“超一流LG”的经营理念。在他任职期间，LG集团石油化学领域纵向系列化，炼油事业扩大成为综合能源事业，研发出多项高端医药产品，开发各种多媒体和数码产品，进军因特网领域，开拓了中国、欧洲、美洲等国际市场。在1997年亚洲金融风暴冲击韩国经济的困难时期，LG集团仍然以“选择和集中”为原则，平稳地渡过了危机:112-113:46。按照金大中政府大企业之间进行产业交换与整合的“大交易”规则，LG集团将半导体部门交换给了当时现代集团的现代电子（SK海力士的前身）。
2000年，LG集团在没有重大财务问题的情况下，自发推出重组计划，是韩国最早提出重大调整的大型企业。LG集团将业务分为LG电子和LG化学两大类，出售、拆分了非核心业务（如LG電梯早於1999年出售予OTIS，易名「星瑪電梯」）。之后加入了控股公司使之成为集团结构的最高层。2003-2005年，LG集团将旗下的41家子公司根据所处行业的不同重组成LG集团、LS集团和GS集团三大部分。2003年11月，具滋暻的弟弟具滋洪从具氏家族脱离出来，成立LG电缆，2005年3月更名为LS集团。2007年末，LS集团总资产为8兆5500亿韩圆。2005年3月311日，许氏家族在与具氏家族合作经营59年后将能源与流通部门从LG集团分离出来成立GS集团，许昌秀任会长。2006年末，GS集团总资产为25兆1000亿韩圆，规模位居韩国民营企业第6位。:114-115
2017年4月28日LS電子和LG集团以11億歐元收購汽車照明和大燈系统供應商奧地利ZKW集團70%和30%股份。
2021年4月5日，LG宣布放弃智能手机业务，原因是过去几个财年在手机业务的持续亏损和激烈的市场竞争。此前，LG曾与越南VinGroup（VIC）、福斯汽車等公司洽談出售手機業務，但因未能取得共識而告吹。2025年6月30日，LG彻底终止所有手机相关软体更新与支持服务。

## 品牌标识

LG新标识

LG集团于1995年1月正式采用“LG”这个名称。LG这两个字母取其旧名称“乐喜金星集团”的英文名称Lucky Goldstar Group中“Lucky”和“Goldstar”的首字母。LG集团是韩国首家完全使用英文缩写作为名称的大企业集团。:113:97
LG集团于1997年在世界范围内启动“LG”脸谱型标识以代替原有的“Lucky Goldstar”。在新的圆形标识中，反白的字母L构成人的鼻子，反白的字母G以3/4的圆构成脸的轮廓，左上角的小圆点代表眼睛。通过点、线、面，整个标识将世界、未来、年轻、人类、技术5个概念和情绪形象化成一张微笑的脸。字母L和G摆在外圆的内部，代表着LG以人为本的理念。:113-114

## 企业文化
“人和”是LG集团传统共有价值和基本经营哲学。LG集团创始人具仁会把人和团结、开拓精神和研究开发作企业的经营理念。具滋暻担任LG第二任会长时期，“以人为本的经营”和“为顾客创造价值”成为LG集团新的经营理念。具本茂出任第三任会长后，在“为顾客创造价值”和“以人为本的经营”的基础上，提出“正道经营”的经营理念。“正道经营”是以公正、正直、诚实为基础，通过公平竞争，不断发展成“超一流LG”的目标蓝图。:125

## 在华投资

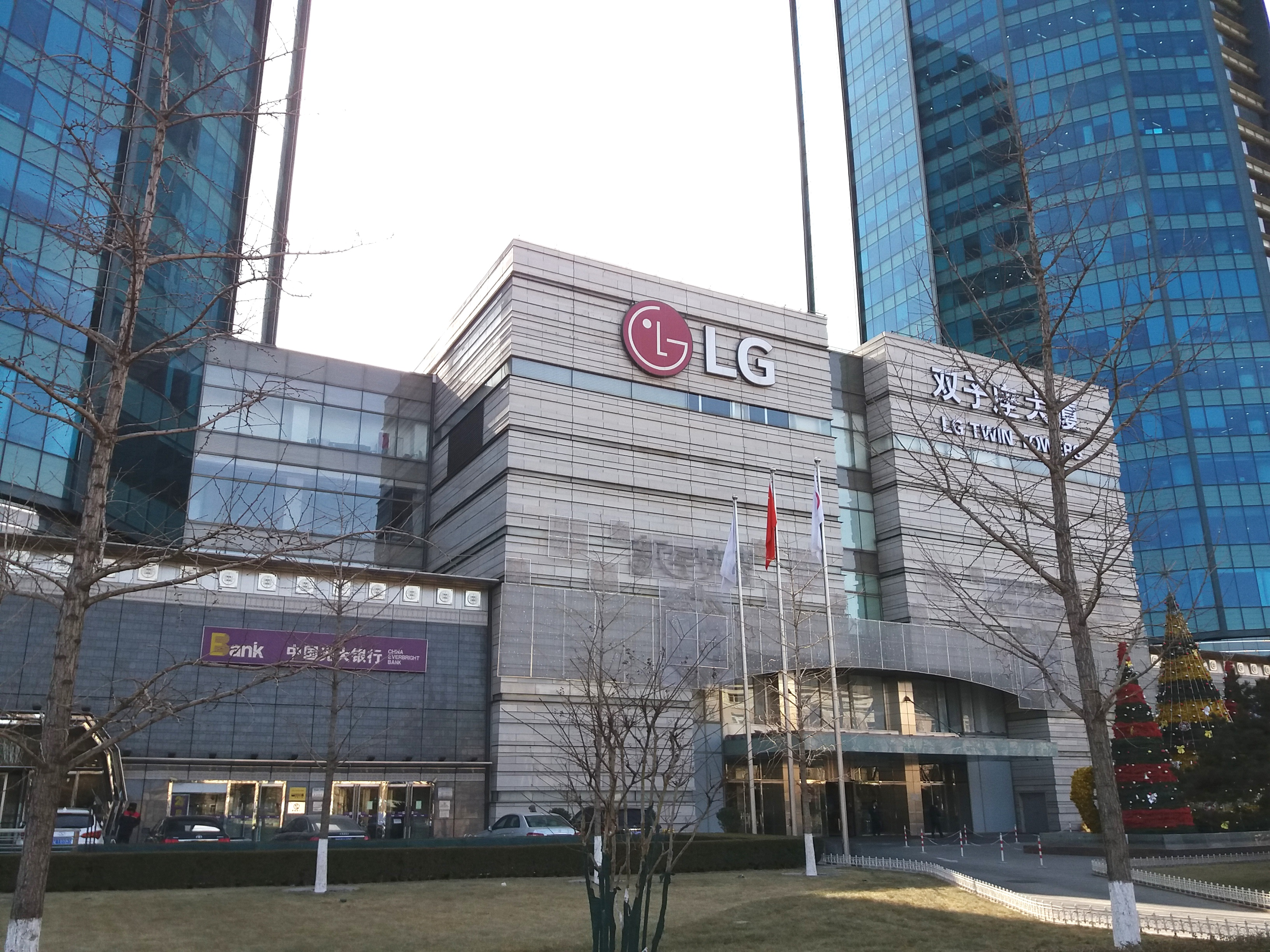
LG集团在北京的双子座大厦

LG集团从1988年在华投资，1990年在北京、上海等地陆续设立办事处。1992年中韩建交后，LG电子于1993年在广东省惠州市成立LG电子（惠州）有限公司。1995年，LG化学也进入中国市场。LG集团在中国实行人才、产品和生产本地化的经营策略，以做一家“成功的中国企业”而不是一家“在中国市场取得成功的外国企业”为发展目标。LG电子（中国）有限公司98%以上的员工为中国公民。LG集团在华销售的产品中国国产化率已经超过90%，并将实现全部国产化。2003年，LG天津的工厂专利申请数目位居中国第二，仅次于华为。:136:101-102
目前LG电子以中国LG电子有限公司为中心在中国惠州、天津等地设有19个生产法人（产品工厂）、5个分公司（地区销售）和5个直营服务中心。LG化学在天津、宁波、广州、南京等地设有10家法人工厂，并在北京、上海、广州等城市设有3家销售公司和10个办事处。2005年，位于北京长安街的LG双子大厦竣工，包括LG电子、LG化学、LG日用化学、LG商事等12家LG在华成员入住双子大厦。:136

## 集团下属公司
LG集团下属有81家集团企业，经营范围包括电子与信息通信、家电和化学三大领域茂:96-97。

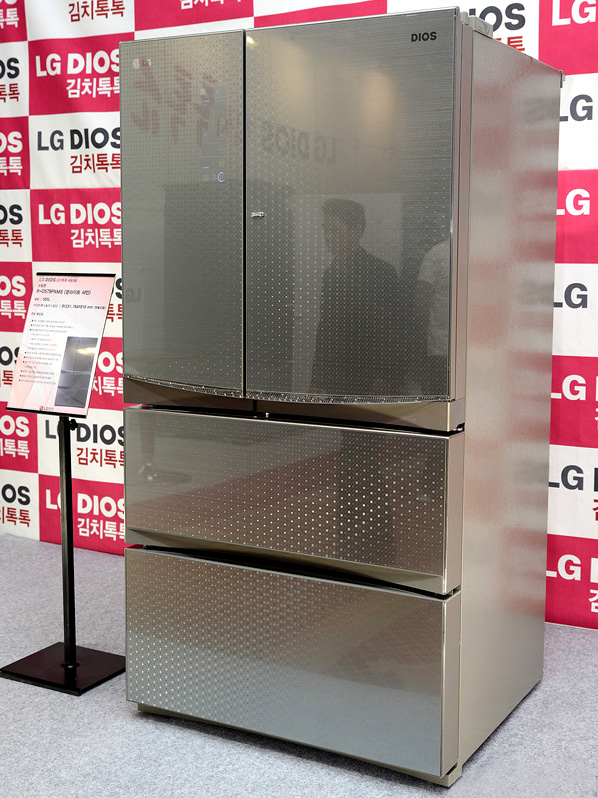
智慧冰箱

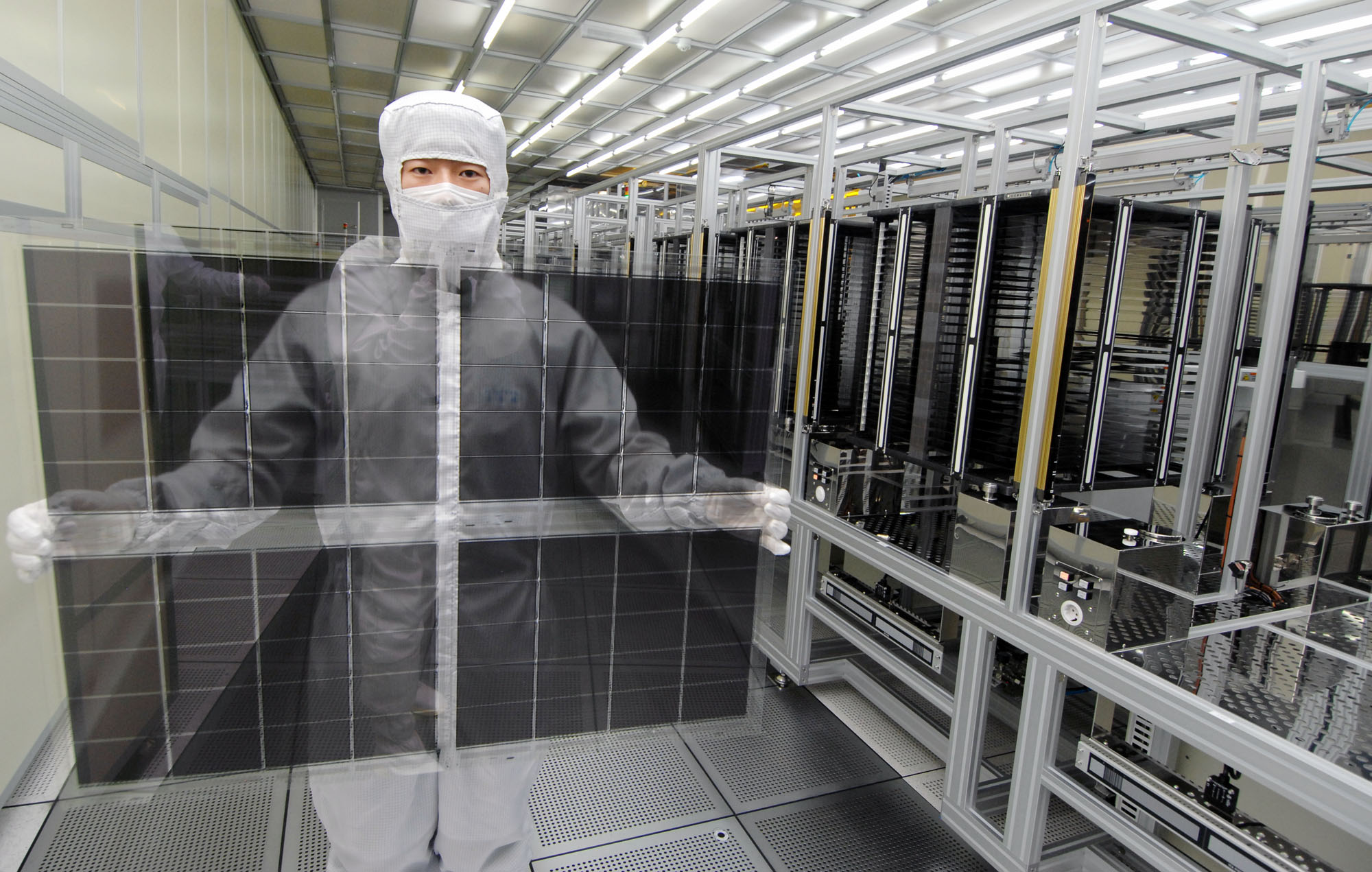
設於中華人民共和國的Full HD面板廠

| - LG电子 - LG Innotek - LG化学 - LG Hausys - LG MMA - LG U+（原LG电信） - MediaLog - LG商事 - LG显示 - Serveone - LG CNS - LG双子（棒球） - 昌原LG獵隼（篮球） |

## 相關電視節目
- 2018年7月19日 MBC 《公司食堂》EP1